# Vladimirski
Vladimirski je priimek več oseb:
- Aleksej Viktorovič Vladimirski, sovjetski general
- Boris Eremejevič Vladimirski, sovjetski slikar
- Tomo Vladimirski, makedonski slikar